# Leonberger Kreiszeitung
 (décembre 2023).
Si vous disposez d'ouvrages ou d'articles de référence ou si vous connaissez des sites web de qualité traitant du thème abordé ici, merci de compléter l'article en donnant les références utiles à sa vérifiabilité et en les liant à la section « Notes et références ».
 (décembre 2023).
Le Leonberger Kreiszeitung est un journal quotidien allemand local publié à Leonberg, dans le Land de Bade-Wurtemberg.

## Histoire
Le Leonberger Kreiszeitung est fondé le 23 mai 1949. Il est le premier journal du sud de l'Allemagne à pouvoir paraître sans autorisation des autorités militaires américaines. À partir du 1er juillet 1974, la couverture du journal est reprise par le Stuttgarter Nachrichten.
Le LKZ est un journal indépendant jusqu'en décembre 2004. Cependant, après que la maison d'édition du Stuttgarter Zeitung reprend les parts du journal au cours de l'année, le LKZ devient une édition locale du Stuttgarter Zeitung en janvier 2005. Cela s'inscrit dans le cadre d'une expansion générale des reportages régionaux du Stuttgarter Zeitung, désormais réalisés dans un livre séparé et non plus seulement sur une double page, comme c'était le cas auparavant. Depuis, une trentaine de collaborateurs travaillent à Leonberg, principalement dans l'édition et le marketing locaux.